# Romanivka, Sînelnîkove
Romanivka (în ucraineană Романівка) este un sat în comuna Maiske din raionul Sînelnîkove, regiunea Dnipropetrovsk, Ucraina.

## Demografie
Componența lingvistică a localității Romanivka
     Ucraineană (88,79%)
     Rusă (8,07%)
     Alte limbi (0,9%)
Conform recensământului din 2001, majoritatea populației localității Romanivka era vorbitoare de ucraineană (88,79%), existând în minoritate și vorbitori de rusă (8,07%).